# Danity Kane (album)
Albums de Danity Kane
Welcome to the Dollhouse
(2008)
Danity Kane est le titre du premier album du groupe homonyme Danity Kane, sorti en 2006.
Deux singles, Show Stopper et Ride for You, sont extraits de cet album.

## Liste des pistes
1. One Shot (3:41)
2. Heartbreaker (3:03)
3. Want It (3:22)
4. Right Now (3:32)
5. Show Stopper (featuring Yung Joc, 3:49)
6. Hold Me Down (3:57)
7. Come Over (interlude, 1:44)
8. Ooh Ahh (2:51)
9. Press Pause (3:12)
10. Ain't True (interlude, 1:34)
11. Ride for You (4:11)
12. Touching My Body (3:42)
13. Back Up (3:25)
14. Stay with Me (3:54)
15. Sleep on It (piste cachée, 3:23)
16. I Wish (seulement sur l´édition spéciale, 3:32)

## Classements hebdomadaires
| Classement (2006)                   | Meilleure place |
| ----------------------------------- | --------------- |
| Allemagne (Media Control AG)        | 50              |
| États-Unis (Billboard 200)          | 1               |
| États-Unis (Top R&B/Hip-Hop Albums) | 2               |
| Suisse (Schweizer Hitparade)        | 83              |

## Certifications
| Pays              | Certification | Unités certifiées |
| ----------------- | ------------- | ----------------- |
| États-Unis (RIAA) | Platine       | 1 000 000         |